# 3557 Сокольський
3557 Сокольський (3557 Sokolsky) — астероїд головного поясу, відкритий 19 серпня 1977 року.
Тіссеранів параметр щодо Юпітера — 3,019.